# Curtis Yarvin
Curtis Yarvin (* 1973), také známý pod pseudonymem Mencius Moldbug, je americký blogger. Spolu s britským filosofem Nickem Landem založili antirovnostářské a antidemokratické hnutí Dark Enlightenment (Temné osvícenství), známé také jako novoreakční hnutí.
Na svém blogu Unqualified Reservations, který psal v letech 2007 až 2014, a později ve svém newsletteru Gray Mirror, který připravoval od roku 2020, rozvíjel myšlenku, že americká demokracie je experiment, jenž selhal. Demokracie by měla být nahrazena odpovědnou monarchií s vládní strukturou podobnou struktuře korporací. Byl označen za neoreakcionáře, neomonarchistu a neofeudalistu, jenž vidí liberalismus coby strůjce totalitní společnosti podobné Matrixu. Navrhuje nahradit americkou demokracii jakousi techno-monarchií. Někteří komentátoři ho označují jako příslušníka alternativní pravice. Tvrdil, že běloši mají větší IQ než černoši, nepovažoval se ale přitom za zastánce nadřazenosti bílé rasy. Je kritikem hnutí za občanská práva, které označil za „odvětví černošského hněvu“.
V roce 2013 spustil svou vlastní decentralizovanou počítačovou platformu Urbit. Pro její provozování založil společnost Tlon, kterou vedl do roku 2019.
Svými názory ovlivnil několik prominentních techno-podnikatelů ze Sillicon Valley a republikánských politiků. Jmenoval například podnikatele Petera Thiela. Konzervativní politický stratég Steve Bannon uvedl, že je obdivovatelem Yarvinova díla. Mezi své vzory ho řadí i americký viceprezident J. D. Vance.

## Biografie
Curtis Guy Yarvin se narodil v roce 1973 do liberální a sekulární rodiny. Jeho prarodiče z otcovy strany byli židovští Američané a komunisté. Jeho otec, Herbert Yarvin, pracoval jako diplomat pro americkou vládu. V roce 1992 absolvoval v oboru informatiky na Brownově univerzitě. Poté byl rok doktorandem na Kalifornské univerzitě v Berkeley, než univerzitu opustil a nastoupil do technologické společnosti.
V devadesátých letech byl ovlivněn libertarianismem korporací v Sillicon Valley. Mezi jeho inspirační vzory patřili ekonomové Ludwig von Mises, Murray Rothbard a dále Rakouská škola.
Od roku 2002 pracoval na své decentralizované počítačové platformě Urbit. Tu veřejně spustil v roce 2013, poté co do ní investoval Peter Thiel. V roce 2019 firmu opustil, přičemž si ale zachoval část práv.
Četba Thomase Carlylea ho přesvědčila, že libertarianismus selže, pokud nepřijme některé autoritářské prvky. Proti demokracii ho zcela obrátila kniha Hanse-Hermanna Hoppea Demokracie: Bůh, který selhal z roku 2001. Kritiku demokracie si dále posílil četbou Jamese Burnhama. V nultých letech kritizoval zapojení USA do konfliktu v Iráku a Afghánistánu, vládní reakci na velkou recesi a zvolení Baracka Obamy prezidentem.
Mezi lety 2007 a 2013 aktivně psal svůj blog Unqualified Reservations, na kterém popisoval své politické názory. Byl jedním z bloggerů, který často používal výraz red pill z filmu Matrix. Jde o metaforu, kdy se autor domnívá, že odhalil skrytou nepříjemnou pravdu systému. V roce 2016 svůj blog ukončil. Roku 2020 navázal newsletterem Gray Mirror. V něm například teoreticky popisoval možnost převratu v USA a nastolení nové formy monarchie.
Yarvin v letech, kdy psal blog, uvedl, že správnou cestou, jak se konzervativci mohou znovu chopit moci, je prostřednictvím silné osobnosti typu Caesara. Ten zvrátí oligarchii a vytvoří „monarchii řízenou jako startup“. V tomto si rozuměl s Michaelem Antonem, konzervativním konzultantem, který byl zaměstnán v první i druhé administrativě Donalda Trumpa. Tvrdil, že USA potřebují „národního CEO, tedy diktátora“. Od pojmu diktátor se ale od té doby distancoval. V roce 2012 začal tvrdit, že prvním krokem ke svržení „amerického režimu“ je fáze shrnutá akronymem „RAGE – Retire All Government Employees“, tedy propuštění státních zaměstnanců.
V roce 2012 napsal, že Američané, kteří chtějí změnit svůj život, musí překonat strach z diktatury a přesvědčit se, že demokracie je iluze. Yarvin navrhoval rozdělit celý svět na mini země - tak zvané "záplaty", řízené technokorporacemi bez ohledu na názory obyvatel - navrhoval suverénní moc s totálním sledovacím systémem skenery a čipováním, kamerami všude, se skenováním duhovky oka, tzn. každý obyvatel světa je kontrolován všude a vždy - bez ohledu na to, zda je v autě nebo na záchodě, všechna jeho pohyby jsou zaznamenávány.[zdroj?]
Prosazoval politické čistky, a agitoval pro vytváření iluzorního světa.[zdroj?] Neproduktivní, handicapované a staré občany navrhoval převést na bio naftu. Později toto dementoval s tím, že to byla legrace.[zdroj?] Navrhoval vizualizaci lidí: Tedy posílat je do jednotlivých cel, kde s pomocí umělé inteligence a určitého zařízení pro ně bude vytvořena alternativní realita, ve které budou žít, zatímco ve skutečnosti budou ve vězení. Toto nazval „humánní alternativou genocidě“.[zdroj?]
V lednu 2025 se účastnil inauguračního galavečeru pro Donalda Trumpa. Byl čestným hostem za svůj vliv na pravicově konzervativní voliče.
Zároveň je Yarvin příznivcem Putina, kterého obdivně vykresloval jako nesmlouvavého člověka, který nechce podléhat demokracii.[zdroj?]